# Alter Kahn und junge Liebe (1957)
Alter Kahn und junge Liebe ist eine deutsche Binnenschifferkomödie der DEFA von Hans Heinrich aus dem Jahr 1957. Der Alternativtitel des Films lautet Sonne über den Seen und basiert auf einer literarischen Vorlage von Dieter Noll.

## Handlung
Die Lastkähne „Marie“ und „Anne“ sind zusammen mit dem Schlepper „Horst“ auf dem Weg von Berlin nach Waren an der Müritz. Die „Marie“ wird vom alten Schiffer Hein geführt. Mit an Bord sind seine Frau Marie und der gemeinsame Sohn Kalle, der erst einmal Erfahrung in der Schifferei sammeln soll. Da auf dem Schiff eine hohe Hypothek liegt, hat Hein seinen Kahn mit Zement überladen lassen. Zwar geht er das Risiko ein, während der Fahrt auf Grund zu laufen, doch hofft er, mit dem Gewinn des Transports seine Hypothek schneller abzahlen zu können. Nicht zuletzt will er seinem Sohn das Schiff einmal schuldenfrei übergeben können.
Auf der „Anne“ haben Bootsmann Ernst und Schiffer Hermann von Hermanns Nichte Anne Verstärkung erhalten, die in Berlin Schiffbau studiert und ihre Ferien auf dem Kahn des Onkels verbringt. Der Schlepper „Horst“ wiederum befindet sich in Besitz des jungen Kapitäns Horst Richter, der zwar ehrgeizig ist, jedoch auch ein Schürzenjäger und oberflächlicher Angeber.
Horst und Kalle verlieben sich in Anne. Die lässt sich zunächst die Flirtversuche Horsts gefallen und verbringt einen Tag auf seinem Schlepper, doch interessiert sie sich bald mehr für Kalle. Der wird von seinem strengen Vater eher als Dienstkraft betrachtet, nicht jedoch als zukünftiger Schiffer. Geld erhält er von ihm nicht und so verkauft er seine Angel, um Anne kurz nach ihrem Geburtstag ein Halstuch kaufen zu können. Kurz darauf erscheint Horst mit einer wertvollen Brosche bei Anne und stellt Kalles Geschenk vermeintlich in den Schatten. Als Kalles Vater seinen Sohn wegen der Angel zu Rede stellt und der erwidert, dass er mit seinen Dingen tun könne, was er wolle, und ihm der Kahn sowieso egal sei, erhält er von seinem Vater eine Ohrfeige.
Das Verhältnis zwischen Hein und Kalle ist gestört, zumal Hein Anne vor allen als Flittchen beschimpft hat. Auch mit dem Kahn gibt es Schwierigkeiten, da sich das Fahrwasser der Havel als zu niedrig erweist, die „Marie“ auf Grund läuft und ein Teil der Ladung in einen Lastwagen umgelagert werden muss. Hein versucht schließlich sogar, mit dem Kahn bei Nacht und Gewitter auf eigene Faust und ohne Schlepper einen der Seen zu überqueren und so Zeit zu sparen und gefährdet damit nicht zuletzt den Kahn und das Leben der Besatzung. Kalle übernimmt auf eigene Verantwortung das Steuer und bringt den Kahn zurück an das rettende Ufer. Hein erkennt, dass er mit seinem Ehrgeiz zu weit gegangen ist und auch Kalle nicht immer gerecht behandelt hat. Kalle und Anne, deren Ferien zu Ende gehen, werden ein Paar.

## Produktion
Nach Der Kahn der fröhlichen Leute aus dem Jahr 1950 war Alter Kahn und junge Liebe der zweite Binnenschifferfilm des Regisseurs Hans Heinrich. Götz George gab hier, nach zwei kleinen Rollen im Alter von 14 Jahren, sein eigentliches Filmdebüt.
Der Gesang der Titelmelodie stammt von Fred Frohberg. Es spielte das Tanzorchester Günter Gollasch. Backgroundgesang: Die Bergols.
Der Film erlebte am 22. Februar 1957 im Berliner Kino Babylon seine Premiere.

## Kritik
Die zeitgenössische Kritik bemerkte, dass der Film „recht dünn geworden“ sei und es auch „filmdramaturgisch recht geruhsam zu[gehe]“.
Das Lexikon des internationalen Films bezeichnete den Film als „gelegentlich holprig inszenierte, anspruchslose Unterhaltung“.